# Split Fiction
Split Fiction es un videojuego de acción y aventuras desarrollado por Hazelight Studios y publicado por Electronic Arts el 6 de marzo de 2025. Se trata de un videojuego multijugador cooperativo que sigue a las escritoras Mio y Zoe después de quedar prisioneras en el mundo de sus historias cuando se conectan a una máquina diseñada para robar ideas creativas.
Split Fiction se lanzó para PlayStation 5, Windows y Xbox Series X/S el 6 de marzo de 2025. Tras su lanzamiento, el juego recibió elogios de la crítica.

## Jugabilidad
Al igual que el juego anterior de Hazelight, It Takes Two, Split Fiction fue diseñado específicamente para el modo multijugador cooperativo en pantalla dividida, lo que significa que debe jugarse con otro jugador a través del juego local o en línea. En el juego, los jugadores asumen el control de Zoe o Mio, dos escritoras que quedan atrapadas dentro de sus propias historias. Las dos extrañas deben trabajar juntas para escapar y superar numerosos desafíos en el camino, ya que la historia de ciencia ficción de Mio se entrelaza con la historia de fantasía de Zoe, poniendo a ambas personajes en grave peligro. El juego es un videojuego de acción y aventuras que se juega desde una perspectiva en tercera persona, que requiere que los jugadores completen desafíos de plataformas y, ocasionalmente, luchen contra enemigos hostiles. Las etapas suelen ir acompañadas de una mecánica de juego única. Por ejemplo, las dos pueden estar comandando dragones en una etapa, mientras empuñan una espada láser en otra etapa. La habilidad de ambas personajes dentro de cada etapa también es diferente, lo que significa que las dos deben colaborar entre sí y utilizar las respectivas habilidades de sus personajes jugables para progresar. También hay contenido secundario en cada nivel llamado Historias Secundarias, a las que se puede acceder ingresando a un portal. Las Historias Secundarias se basan en ideas inacabadas e historias escritas por Zoe y Mio cuando eran más jóvenes. Al igual que con el nivel principal, cada historia secundaria también presenta una mecánica de juego complementaria.

## Desarrollo
Split Fiction fue anunciado por primera vez por Hazelight Studios y su director de juegos Josef Fares en The Game Awards 2024. Su desarrollo comenzó después del lanzamiento de It Takes Two en 2021. Un equipo de 80 personas creó el juego utilizando Unreal Engine 5. Los dos personajes llevan el nombre de las dos hijas de Fares, y Fares comparó la narrativa del juego con la de una "película de amigos", ya que los dos personajes comienzan como completos extraños que deben vincularse lentamente entre sí para sobrevivir. Fares escribió que uno de los mayores desafíos al desarrollar un juego con diversas mecánicas de juego fue asegurarse de que cada mecánica estuviera completamente pulida. Si bien una secuencia de juego que utiliza una determinada mecánica de juego puede durar solo varios minutos, el equipo tuvo que trabajar en ellas durante meses para asegurarse de que sus controles fueran lo suficientemente intuitivos.

## Lanzamiento
Split Fiction se lanzó para PlayStation 5, Windows y Xbox Series X/S el 6 de marzo de 2025. Al igual que con los juegos anteriores de Hazelight, utiliza un sistema de "Pase de amigo", en el que el propietario del juego puede invitar a un amigo a jugar juntos de forma gratuita. También admite el juego multiplataforma. Al igual que con los juegos anteriores de Hazelight, Split Fiction se publica bajo el sello EA Originals de Electronic Arts.

## Recepción
Split Fiction recibió "aclamación universal" de los críticos, según el sitio web agregador de reseñas Metacritic. OpenCritic determinó que el 97% de los críticos recomendaron el juego.

### Ventas
Split Fiction vendió más de 1 millón de unidades en 2 días desde su lanzamiento,  y superó los 2 millones de unidades vendidas en una semana desde su lanzamiento.